# Alois Dryák
Alois Dryák (24. února 1872 Olšany u Kladna – 6. června 1932 Praha) byl český architekt pozdní secese a purismu a vysokoškolský pedagog první třetiny 20. století.

## Životopis
Měšťanskou školu navštěvoval v Pcherách. V letech 1886–1889 studoval v Praze na Umělecko-průmyslové škole, kde patřil spolu s Bedřichem Bendelmayerem ve speciálce pro dekorativní architekturu k nejlepším žákům profesora Bedřicha Ohmanna. S ním také přešel na Akademii do Vídně.
 
Pracoval jako pedagog, nejdříve jako asistent na středních odborných školách, od roku 1923 vyučoval perspektivu na pražské Akademii výtvarných umění. 
Byl aktivním sokolem a měl zájem o věci veřejné. Roku 1896 se podílel na protestní akci proti bourání Starého města pražského, tzv. Bestia Triumphans. Na Letenské pláni každý čtvrtý rok navrhoval architekturu sletových stadionů s dřevěnými konstrukcemi. Jeho první atelier společný s Bendlmayerem se nacházel v ulici Na Moráni, pod Karlovým náměstím.
V Praze Dryák bydlel na Letné v ulici Nad štolou Rudolfovou, kde si založil vlastní atelier. Oženil se roku 1912 a o dvanáct let později se přestěhoval do vlastní vily na Ořechovce v Západní ulici čp. 489.

## Díla

### Secese ornamentální a geometrická
- Výzdoba dvorany Průmyslového paláce u příležitosti Výstavy architektury a inženýrství v roce 1898, první ukázka secese v Praze.[6]
- Hotel Central v Hybernské ulici v Praze (1898-1901), spolupracoval se spolužákem Bedřichem Bendelmayerem na projektu jejich učitele Friedricha Ohmanna
- rodinná vila (Müllerova vila)[7], Dykova 6, Královské Vinohrady (1900)
- Hotel Garni (později Hotel Meran) v Praze (1903)
- Hotel U arcivévody Štěpána (později Hotel Šroubek, dnes Hotel Evropa) v Praze (1905)
- Reálné gymnázium na Kladně (1905)
- Reálné gymnázium v České Třebové (1909)
- Vyskočilova vila v České Třebové (?)

### Pomníky
Alois Dryák je autorem architektonického řešení dvou z nejznámějších pražských pomníků: pomníku svatého Václava a pomníku Františka Palackého.

#### Pomník Františka Palackého
O postavení pomníku Františka Palackého začalo pražské zastupitelstvo uvažovat ihned po jeho smrti v roce 1876. Soutěž na pomník byla vypsána až v roce 1897. Této soutěže se směli účastnit jen čeští sochaři. Podáno bylo 14 návrhů. Do finále postoupily návrh sochaře Ladislava Šalouna a architekta Aloise Dlabače a návrh sochaře Stanislava Suchardy a architekta Aloise Dryáka. Základní kámen pomníku byl položen v roce 1898 při příležitosti stých narozenin Františka Palackého. V roce 1901 byl určen jako vítězný projekt pomník Suchardův a Dryákův. O umístění tohoto pomníku se diskutovalo, protože pomník nebylo možné umístit do osy mostu. Sám Sucharda navrhoval umístit pomník před Rudolfinum proti dnešnímu Mánesovu mostu. Stavba byla zahájena v roce 1909, žulový sokl na betonové konstrukci byl dokončen v roce 1910. V následujícím roce byly osazeny sochy (kamenná socha Palackého a bronzové sochy alegorických skupin Pohanství / Husitství, Útisk / Vzdor, Historie vypráví, Vítězná Vlast). Na tvorbě soch se účastnil též sochař Josef Mařatka. Pomník byl odhalen 1. července 1912. Pomník byl během německé okupace odstraněn a v letech 1947–1950 obnoven.

#### Pomník sv. Václava
Na Václavském náměstí stála v letech 1678–1878 socha svatého Václava. V souvislosti se stavbou Národního muzea navrhl architekt Josef Schulz zakomponovat před vstup do muzea nový pomník tohoto světce (původní pomník byl přemístěn v roce 1879 na Vyšehrad). V roce 1894 byla vypsána soutěž, které se rovněž směli zúčastnit pouze čeští sochaři. První cena nebyla udělena a oceněny byly návrhy J. V. Myslbeka (který se problematikou pomníku sv. Václava zabýval již od roku 1886 na základě objednávky ministerstva kultu a vyučování.) a Bohuslava Schnirche. V roce 1895 byl vybrán k realizaci návrh Myslbekův (údajně i díky vlivu Josefa Hlávky). Architektonickou podobu prvního návrhu pomníku vypracoval Friedrich Ohmann. V roce 1904, po odchodu Ohmanna do Vídně, převzal tuto úlohu jeho žák Alois Dryák. Podoba pomníku se postupně vyvíjela, měnilo se ošacení sv. Václava, byly doplněny sochy čtyř světců namísto osmi reliéfů. Měnilo se rovněž plánované umístění pomníku. Bylo navrhováno umístění v dolní části Václavského náměstí, umístění na úrovni křižovatky s Mariánskou ulicí (dnes Opletalova ulice). Dále bylo navrhováno umístění do dnešních Čelakovského sadů (tedy vedle Národního Muzea) nebo na Hradčany. Dryák nechal zhotovit maketu pomníku, kterou umisťoval do navrhovaných lokalit, aby bylo možné posoudit nejlepší možnou variantu. Tento "pojízdný pomník" byl i předmětem posměchu, dnes je ale běžně používanou metodou pro volbu nejvhodnějšího umístění. Dekorativní výzdobu soklu pomníku vypracoval Celda Klouček. Mezi oběma umělci došlo v roce 1911 k rozkolu kvůli názoru na míru výzdoby pomníku. Pomník byl realizován v letech 1912–1924. Nejprve byl v roce 1912 odhalen bez soch dalších světců, ty byly doplněny až v roce 1924.

### Vliv kubismu
- Odborový dům v Praze Na Perštýně (1920–1922)
- Radiopalác v Praze na Vinohradech (1922–1924)

### Funkcionalismus
- Dryákova vlastní vila ve Praze-Střešovicích (1923–1924) s prvky dekorativismu
- Velký strahovský stadion (1926)
- Tiskárna Orbis v Praze na Vinohradech (1927–1933)
- Tělocvična na Vršovickém náměstí v Praze (1927–1933)
- Budova Právnické fakulty Masarykovy univerzity v Brně (1928–1932)
- Tiskárna a nájemní dům v Praze-Novém Městě v ulici Opatovická 154/26 (1932–1939)

### Neoklasicismus
- Okresní hospodářská záložna v Lysé nad Labem (1928)

## Galerie

Stavby Aloise Dryáka
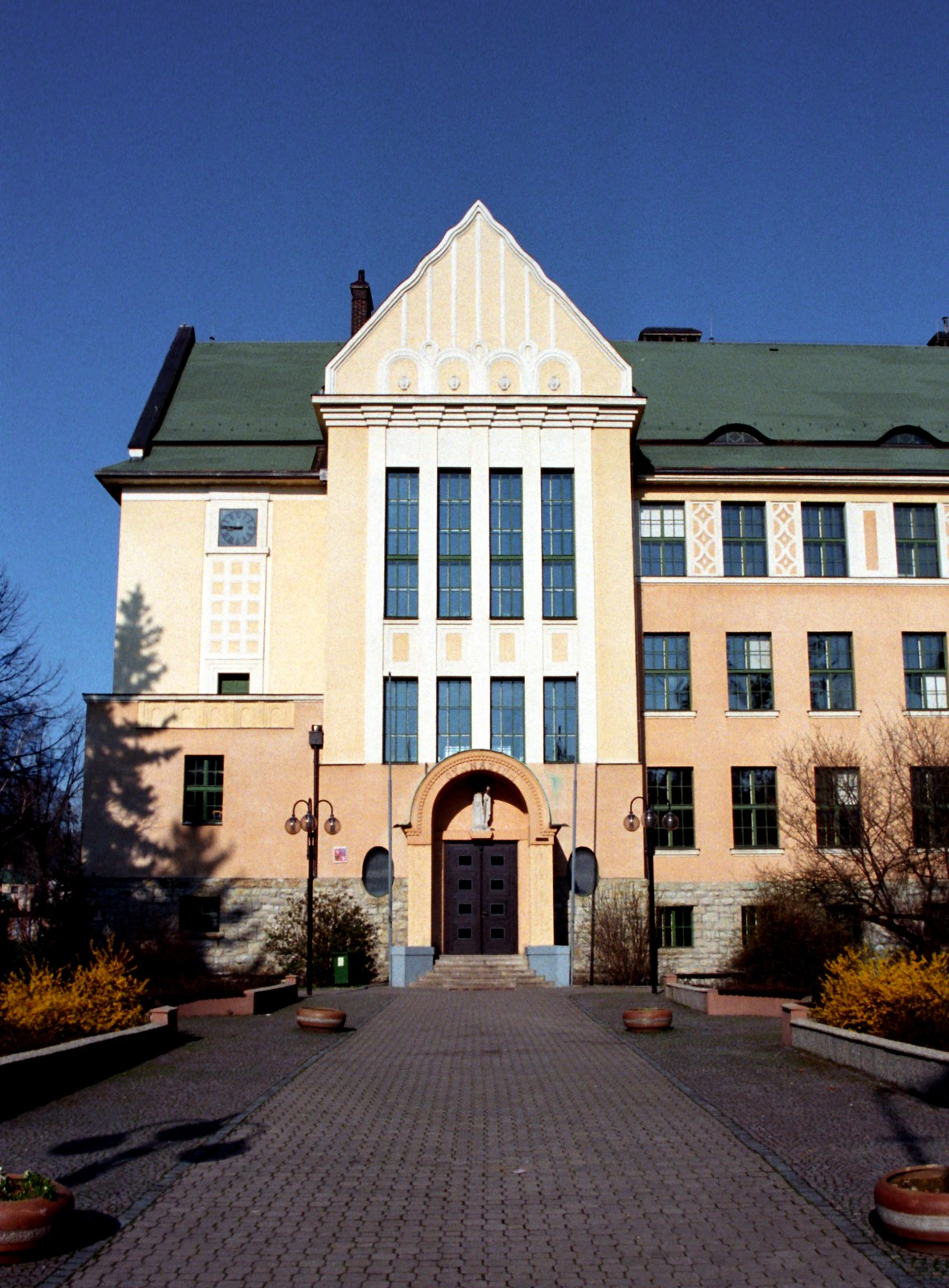
Reálné gymnázium v České Třebové
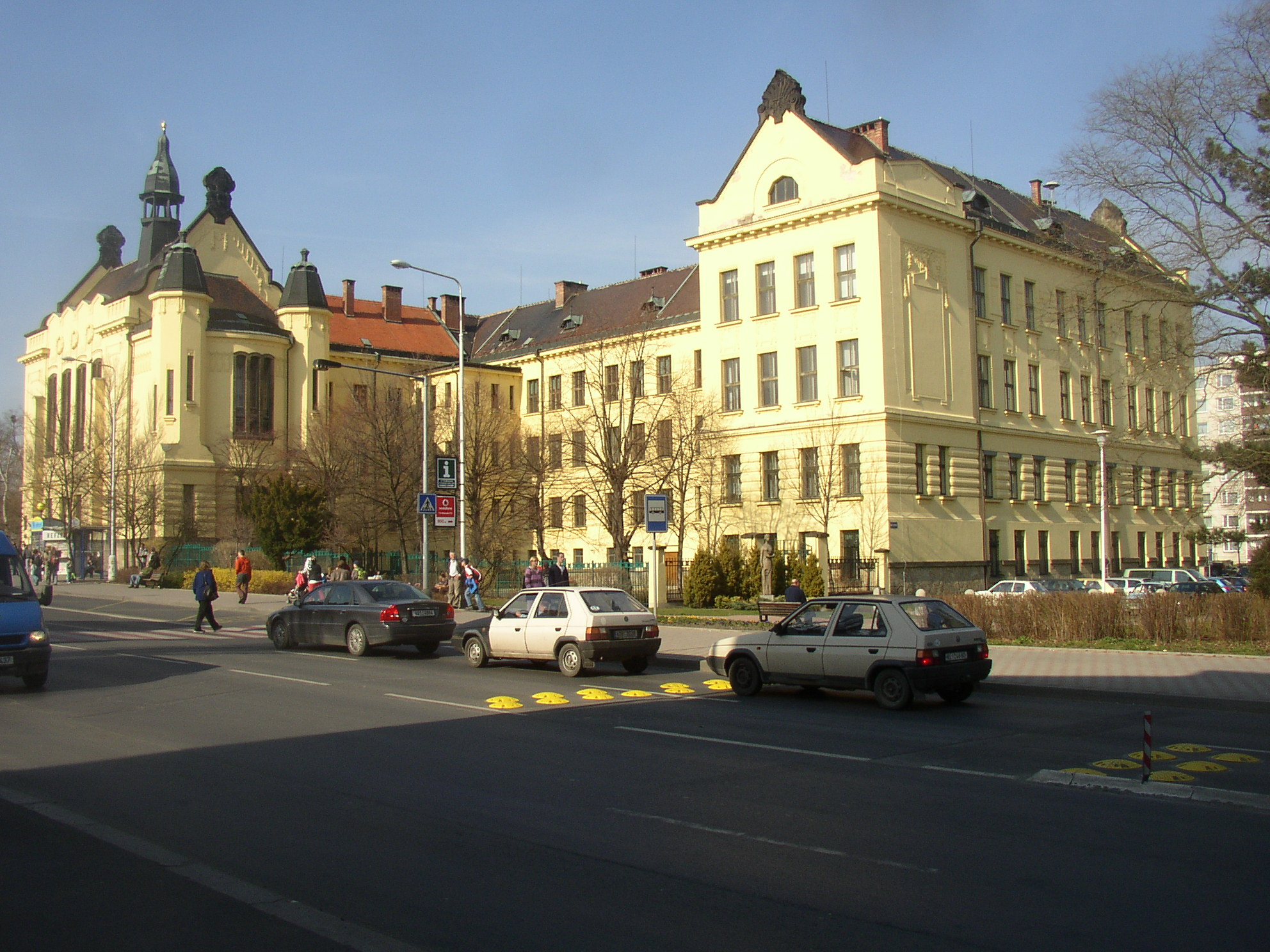
Reálné gymnázium v Kladně
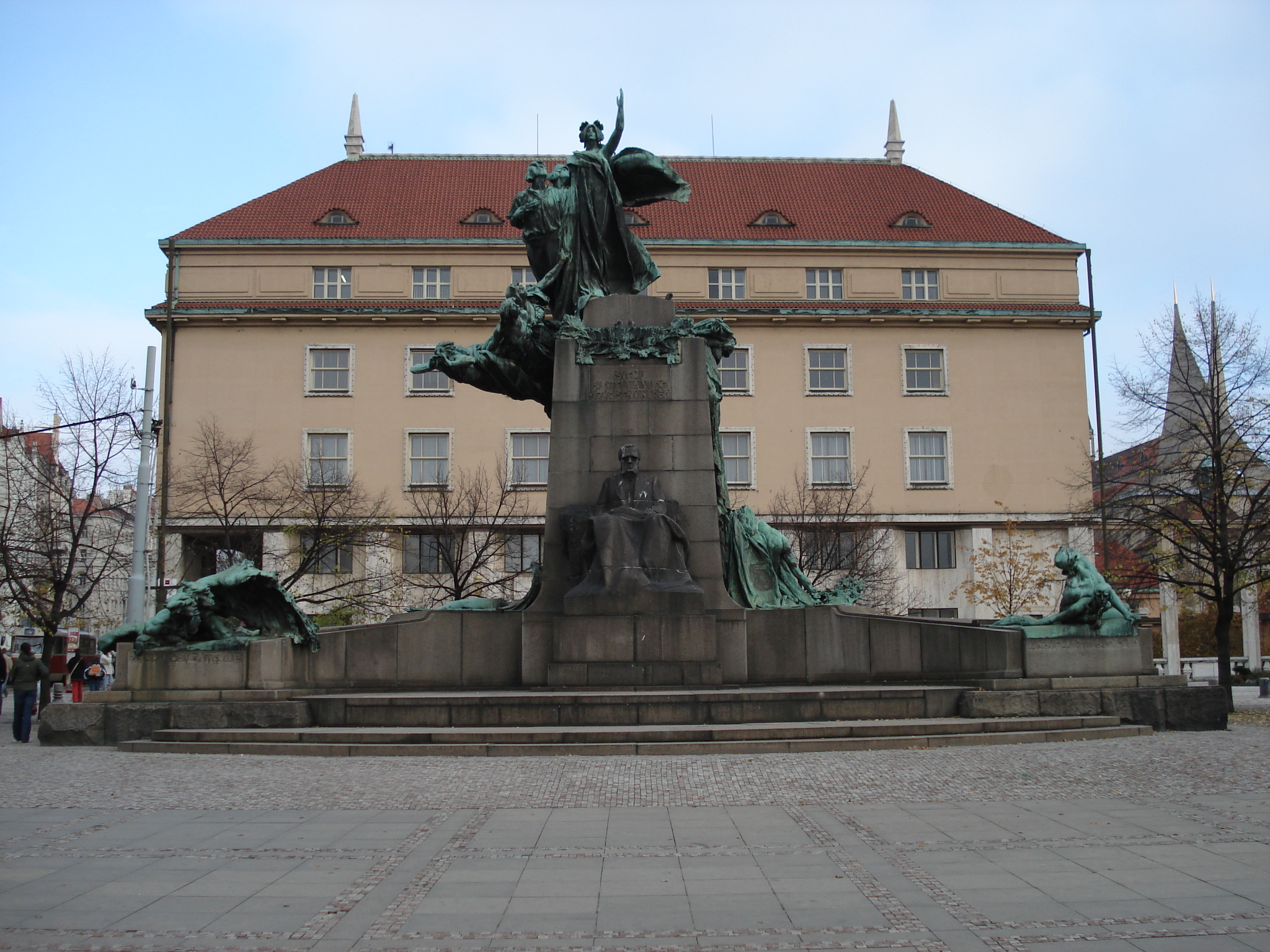
Pomník Františka Palackého v Praze
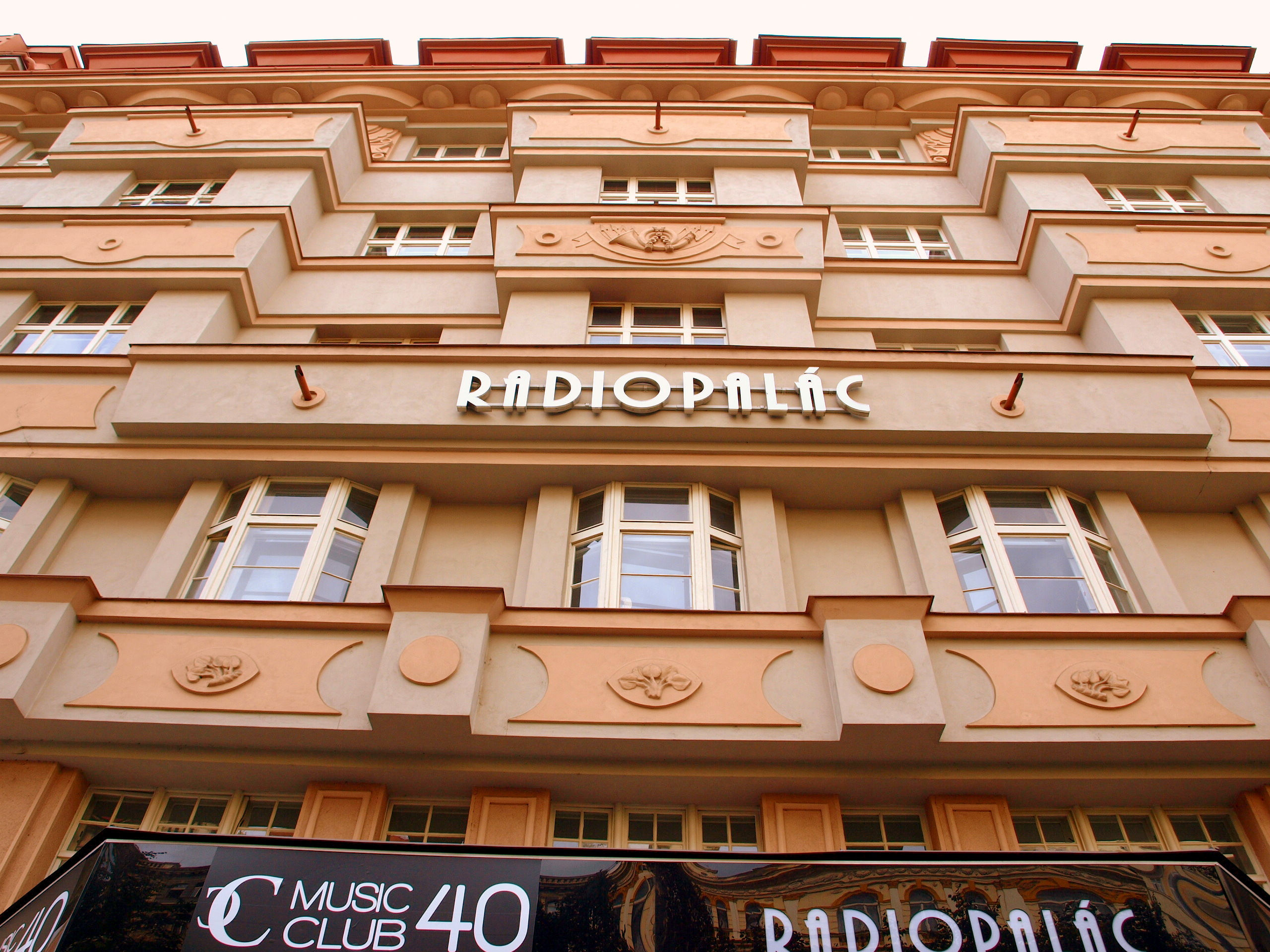
Radiopalác na Vinohradské třídě v Praze
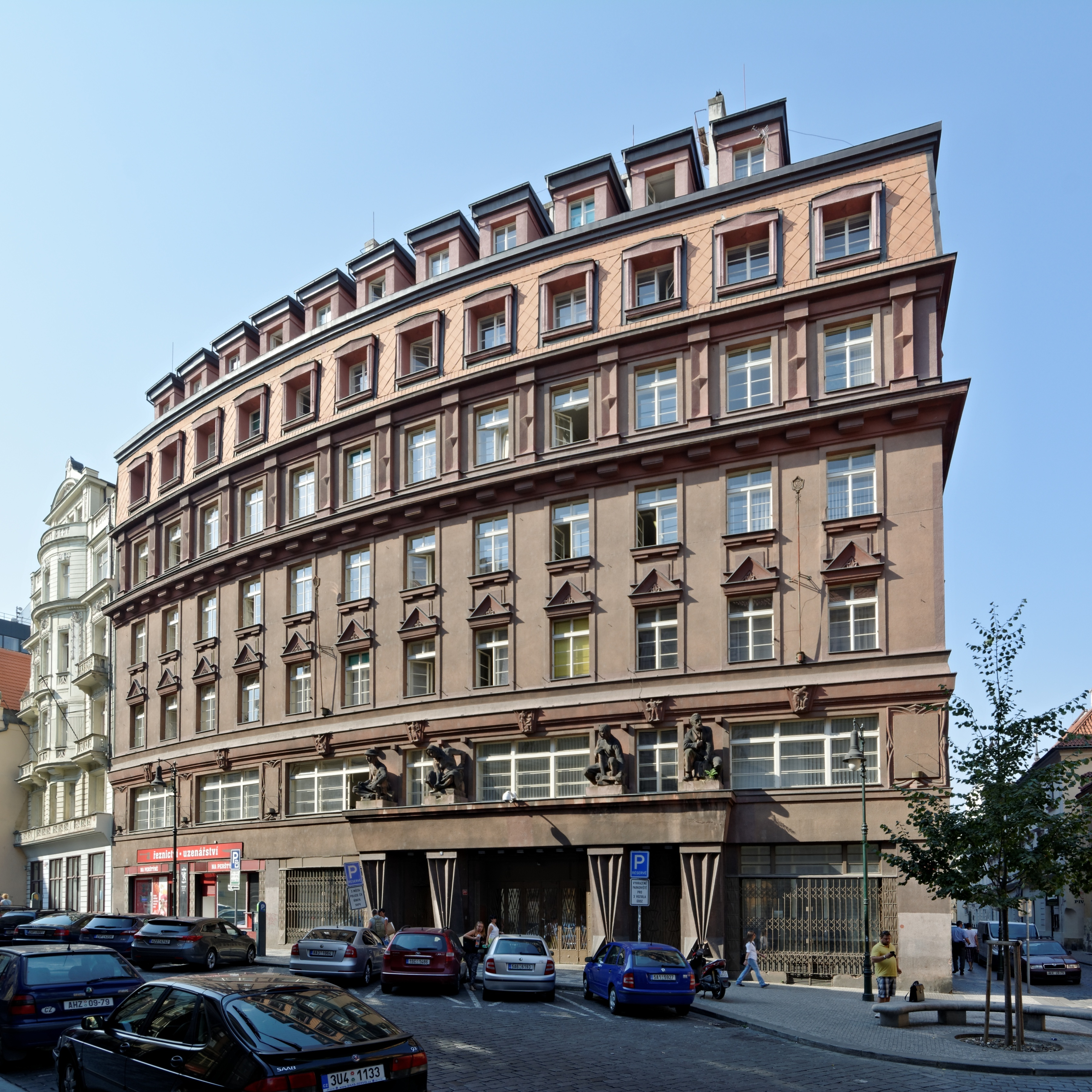
Odborový dům Na Perštýně, Praha, 1922
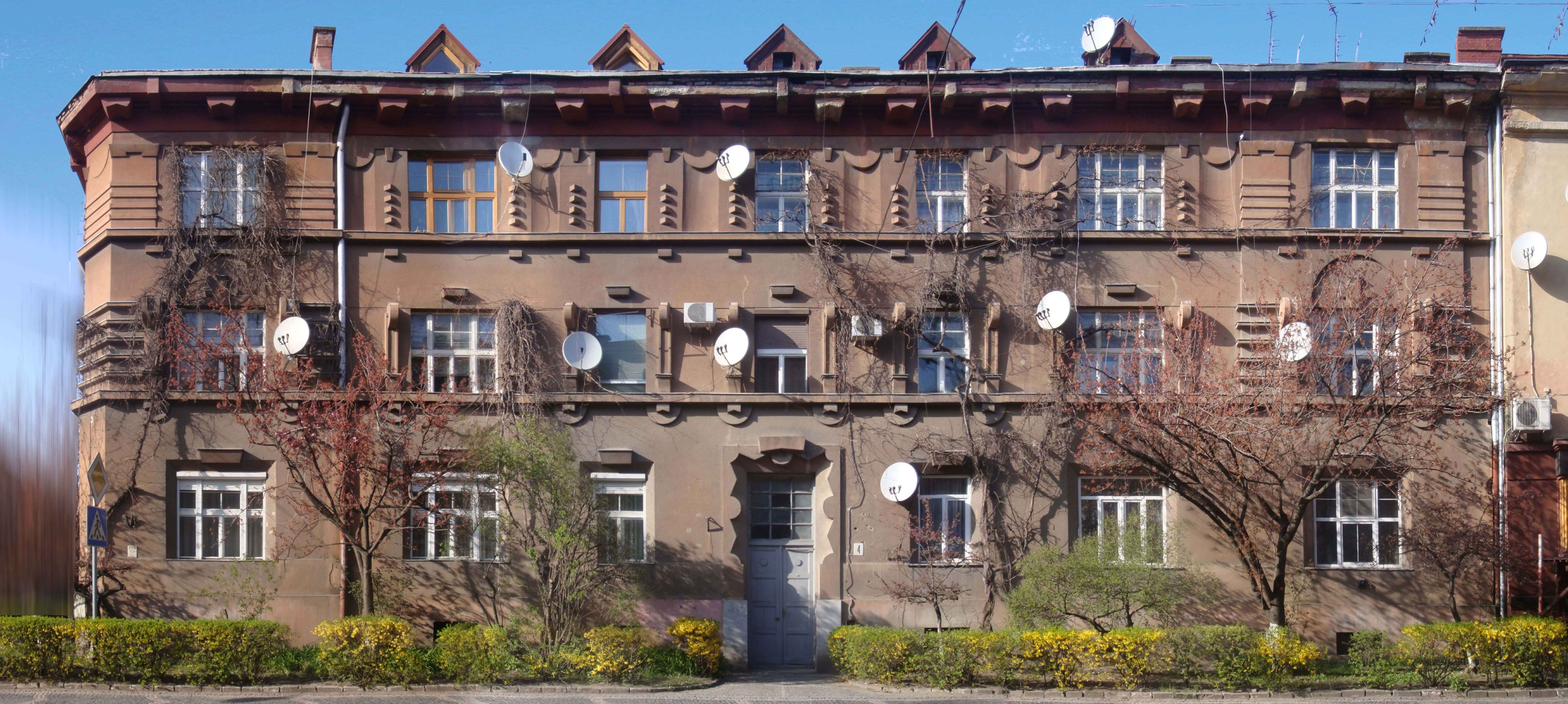
Dočasná budova Zemského úřadu (dnes obytný dům) v Užhorodu, Podkarpatská Rus, 1923–1924
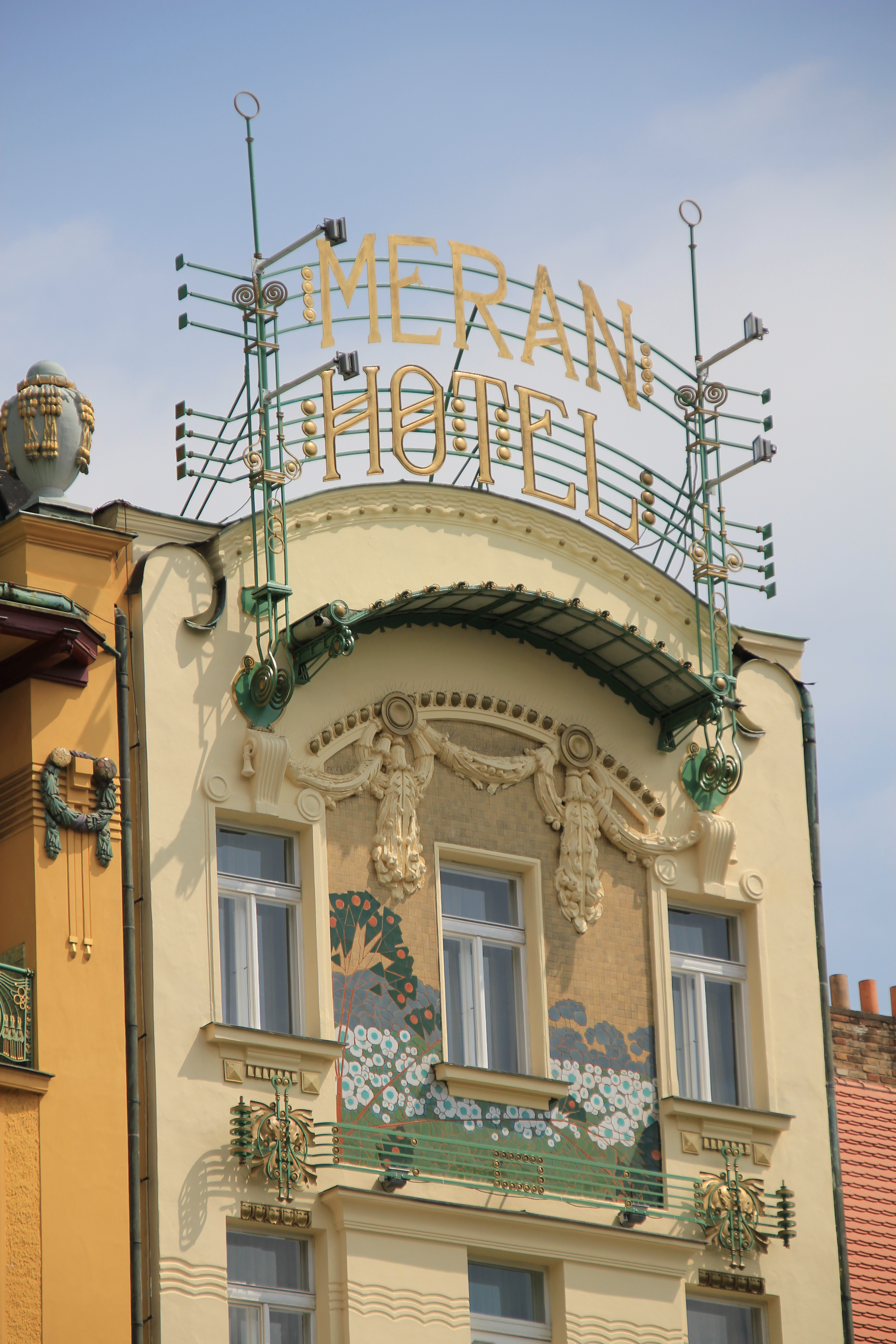
Hotel Meran na Václavském náměstí v Praze, 1903.